# Christian Dick
Christian Dick (Ås, 2 de setembro de 1883 — Oslo, 14 de agosto de 1955) foi um velejador norueguês, medalhista olímpico. Ele competiu nos Jogos Olímpicos de Verão de 1920 na classe 7 Metre e conquistou a medalha de prata na disputa a bordo do Fornebo com Johan Faye, Sten Abel e Niels Nielsen.